# Gran Premi de Sud-àfrica del 1976
Resultats del Gran Premi de Sud-àfrica de Fórmula 1 de la temporada 1976, disputat al circuit de Kyalami el 6 de març del 1976.

## Resultats
| Pos | No | Pilot              | Equip                  | Voltes | Temps/ Retirada  | Pos. de sortida | Punts |
| --- | -- | ------------------ | ---------------------- | ------ | ---------------- | --------------- | ----- |
| 1   | 1  | Niki Lauda         | Ferrari                | 78     | 1h 42' 18. 4     | 2               | 9     |
| 2   | 11 | James Hunt         | McLaren - Ford         | 78     | + 1.3 s          | 1               | 6     |
| 3   | 12 | Jochen Mass        | McLaren - Ford         | 78     | + 45.9 s         | 4               | 4     |
| 4   | 3  | Jody Scheckter     | Tyrrell - Ford         | 78     | + 1' 08.4 min.   | 12              | 3     |
| 5   | 28 | John Watson        | Penske - Ford          | 77     | + 1 Volta        | 3               | 2     |
| 6   | 27 | Mario Andretti     | Parnelli - Ford        | 77     | + 1 Volta        | 13              | 1     |
| 7   | 16 | Tom Pryce          | Shadow - Ford          | 77     | + 1 Volta        | 7               |       |
| 8   | 9  | Vittorio Brambilla | March - Ford           | 77     | + 1 Volta        | 5               |       |
| 9   | 4  | Patrick Depailler  | Tyrrell - Ford         | 77     | + 1 Volta        | 6               |       |
| 10  | 5  | Bob Evans          | Lotus - Ford           | 77     | + 1 Volta        | 23              |       |
| 11  | 18 | Brett Lunger       | Surtees - Ford         | 77     | +1 Volta         | 20              |       |
| 12  | 34 | Hans Joachim Stuck | March - Ford           | 76     | + 2 Voltes       | 17              |       |
| 13  | 21 | Michel Leclère     | Wolf - Williams - Ford | 76     | + 2 Voltes       | 22              |       |
| 14  | 22 | Chris Amon         | Ensign - Ford          | 76     | + 2 Voltes       | 18              |       |
| 15  | 24 | Harald Ertl        | Hesketh - Ford         | 74     | + 4 Voltes       | 24              |       |
| 16  | 20 | Jacky Ickx         | Wolf - Williams - Ford | 73     | + 5 Voltes       | 19              |       |
| 17  | 30 | Emerson Fittipaldi | Fittipaldi - Ford      | 70     | Motor            | 21              |       |
| Ret | 2  | Clay Regazzoni     | Ferrari                | 52     | Motor            | 9               |       |
| Ret | 26 | Jacques Laffite    | Ligier - Matra         | 49     | Motor            | 8               |       |
| Ret | 17 | Jean Pierre Jarier | Shadow - Ford          | 28     | Radiador         | 15              |       |
| Ret | 8  | Carlos Pace        | Brabham - Alfa Romeo   | 22     | Pressió de l'oli | 14              |       |
| Ret | 6  | Gunnar Nilsson     | Lotus - Ford           | 18     | Embragatge       | 25              |       |
| Ret | 7  | Carlos Reutemann   | Brabham - Alfa Romeo   | 16     | Pressió de l'oli | 11              |       |
| Ret | 10 | Ronnie Peterson    | March - Ford           | 15     | Accident         | 13              |       |
| Ret | 15 | Ian Scheckter      | Tyrrell - Ford         | 0      | Accident         | 16              |       |

## Altres
- Pole: James Hunt 1' 16. 10

- Volta ràpida: Niki Lauda 1' 17. 97 (a la volta 6)